# Марина Бех-Романчук
Марина Бех-Романчук (Морозив, 18. jул 1995) је украјинска атлетичарка, која се такмичи у скоку удаљ и у троскоку.

## Значајнији резултати
| Година              | Такмичење                    | Место                           | Пласман             | Дисциплина          | Резултат            |
| Представља Украјину | Представља Украјину          | Представља Украјину             | Представља Украјину | Представља Украјину | Представља Украјину |
| ------------------- | ---------------------------- | ------------------------------- | ------------------- | ------------------- | ------------------- |
| 2012.               | Светско првенство за јуниоре | Барцелона, Шпанија              | 8.                  | Скок удаљ           | 6,35 м              |
| 2016.               | Европско првенство           | Амстердам, Холандија            | 12.                 | Скок удаљ           | 6,29 м              |
| 2016.               | Олимпијске игре              | Рио де Жанеиро, Бразил          | (10. кв)            | Скок удаљ           | 6,55 м              |
| 2017.               | Европско првенство у дворани | Београд, Србија                 | 7.                  | Скок удаљ           | 6,59 м              |
| 2017.               | Светско првенство            | Лондон, Уједињено Краљевство    | 18.                 | Скок удаљ           | 6,36 м              |
| 2018.               | Светско првенство у дворани  | Бирмингем, Уједињено Краљевство | 10.                 | Скок удаљ           | 6,37 м              |
| 2018.               | Европско првенство           | Берлин, Немачка                 |                     | Скок удаљ           | 6,73 м              |
| 2019.               | Европско првенство у дворани | Глазгов, Уједињено Краљевство   |                     | Скок удаљ           | 6,84 м              |
| 2019.               | Светско првенство            | Доха, Катар                     |                     | Скок удаљ           | 6,92 м              |
| 2021.               | Европско првенство у дворани | Торуњ, Пољска                   |                     | Скок удаљ           | 6,92 м              |
| 2021.               | Олимпијске игре              | Токио, Јапан                    | 5.                  | Скок удаљ           | 6,88 м              |
| 2022.               | Светско првенство у дворани  | Београд, Србија                 | 6.                  | Скок удаљ           | 6,73 м              |
| 2022.               | Светско првенство у дворани  | Београд, Србија                 |                     | Троскок             | 14,76 м             |
| 2022.               | Светско првенство            | Јуџин, САД                      | 8.                  | Скок удаљ           | 6,82 м              |
| 2022.               | Светско првенство            | Јуџин, САД                      | 11.                 | Троскок             | 13,91 м             |
| 2022.               | Европско првенство           | Минхен, Немачка                 | 4.                  | Скок удаљ           | 6,76 м              |
| 2022.               | Европско првенство           | Минхен, Немачка                 |                     | Троскок             | 15,02 м             |